# Stale (Pologne)
Pour les articles homonymes, voir Stale.
Stale est une localité polonaise de la gmina de Grębów, située dans le powiat de Tarnobrzeg en voïvodie des Basses-Carpates.